# Класификација за најбољег младог возача на Вуелта а Еспањи
Класификација за најбољег младог возача на Вуелта а Еспањи (шп. Clasificación de los jóvenes en la Vuelta a España) једна је од другостепених класификација на етапној бициклистичкој трци, једној од три гранд тур трке — Вуелта а Еспањи, којом се одређује најбољи млади возач на трци. Уведена је 2017. али прве двије године није додјељивана мајица, већ црвени број, јер се бијела мајица додјељивала за класификацију комбинације.
Након 2018. класификација комбинације је укинута и од 2019, најбољем младом возачу додјељује се бијела мајица, као и на Тур де Франсу и Ђиро д’Италији.
Први побједник класификације је Мигел Анхел Лопез, док је Енрик Мас освојио класификацију два пута.

## Историја
Класификација за најбољег младог возача на Вуелта а Еспањи уведена је 2017. године и у њој учествују возачи до 26 година. Рачуна се на основу оствареног времена, а возач са најбољим временом је лидер. Прве двије године лидер класификације је носио црвени број, због правила Свјетске бициклистичке уније да број класификација за које се додјељују мајице ограничи на четири,  а на Вуелти су се мајице додјељивале лидерима у генералном пласману, брдској, класификацији по поенима и класификацији комбинације. Прве године, Колумбијац Мигел Анхел Лопез је освојио класификацију, завршивши на шестом мјесту у генералном пласману. Године 2018, Енрик Мас је завршио на другом мјесту у генералном пласману и освојио је класификацију.
Након сезоне 2018. класификација комбинације је укинута и од 2019. лидер класификације за најбољег младог возача носи бијелу мајицу, као на Тур де Франсу и Ђиро д’Италији. Класификацију је 2019. освојио Тадеј Погачар, који је завршио на трећем мјесту у генералном пласману, скоро два минута испред Лопеза. Године 2020, класификацију је освојио Енрик Мас по други пут, четири минута испред Давида Годуа, поставши тако први двоструки побједник класификације. Године 2021. Еган Бернал је био лидер класификације до етапе 20, са три минута испред Ђина Медера. На етапи 20, на 60 km до циља, Примож Роглич, Адам Јејтс, Џек Хејг и Медер су напали; завршили су етапи шест и по минута испред Бернала и Медер је преузео бијелу мајицу. На хронометру на последњој, етапи 21, Медер је завршио минут и по иза Бернала и освојио је класификацију минут и 54 секунде испред Бернала.
Године 2022. Ремко Евенепул је постао први возач који је освојио Вуелту и класификацију за најбољег младог возача исте године, такође поставши први белгијски побједник класификације, коју је освојио пет минута испред Хуана Ајуса.

## Побједници
Побједници класификације за најбољег младог возача.
- 2024.  Матијас Скјелмосе
- 2023.  Хуан Ајусо
- 2022.  Ремко Евенепул
- 2021.  Ђино Медер
- 2020.  Енрик Мас
- 2019.  Тадеј Погачар
- 2018.  Енрик Мас
- 2017.  Мигел Анхел Лопез

### Вишеструки победници
| Позиција | Име       | Држава  | Број побједа | Године     |
| -------- | --------- | ------- | ------------ | ---------- |
| 1.       | Енрик Мас | Шпанија | 2            | 2018, 2020 |

### По државама
| Позиција | Држава     | Број побједа | Возач са највише побједа | Последњи побједник      |
| -------- | ---------- | ------------ | ------------------------ | ----------------------- |
| 1.       | Шпанија    | 3            | Енрик Мас (2)            | Хуан Ајусо 2023.        |
| 2.       | Колумбија  | 1            | Мигел Анхел Лопез (1)    | Мигел Анхел Лопез 2017. |
| 2.       | Словенија  | 1            | Тадеј Погачар (1)        | Тадеј Погачар 2019.     |
| 2.       | Швајцарска | 1            | Ђино Медер (1)           | Ђино Медер 2021.        |
| 2.       | Белгија    | 1            | Ремко Евенепул (1)       | Ремко Евенепул 2022.    |
| 2.       | Данска     | 1            | Матијас Скјелмосе (1)    | Матијас Скјелмосе 2024. |